# Natalja Kuzjutinová
Natalja Jurjevna Kuzjutinová (Ната́лья Ю́рьевна Кузю́тина; * 8. března 1989 Brjansk) je ruská zápasnice – judistka, bronzová olympijská medailistka z roku 2016.

## Sportovní kariéra
S judem/sambem začínala v 11 letech v rodném Brjansku. Připravuje se v Ťumeni pod vedením Michaila Chramcova a Alexandra Supruna. V roce 2012 patřila ke kandidátkám na medaili na olympijských hrách v Londýně. Její sny však skončily v prvním kole na Němce Romy Tarangulové. V roce 2016 startovala na olympijských hrách v Riu ve čtvrtfinále však protaktizovala zápas s Japonkou Misato Nakamuraovou. Zápas rozhodla lepší fyzická připravenost Japonky, která jí ve třetí minutě nastavení chytila vyčerpanou do držení. V opravách uspěla, v boji o třetí místo porazila Číňanku Ma Jing-nan a získala bronzovou olympijskou medaili.

### Vítězství
- 2009 – 2x světový pohár (Paříž, Praha)
- 2010 – 2x světový pohár (Sofia, São Paulo)
- 2011 – 1x světový pohár (Lisabon)
- 2013 – 1x světový pohár (Čching-tao)
- 2014 – 2x světový pohár (Düsseldorf, Čching-tao)
- 2015 – 1x světový pohár (Montevideo), turnaj mistrů (Rabat)
- 2016 – 2x světový pohár (Lima, Buenos Aires)

## Výsledky
| Olympijské hry     | —  |    |    |    | —   |    |    |    | úč. |     |    |    | 3. |    |    |    |  |  |  |  |  |  |  |  |  |  |  |  |
| Mistrovství světa  |    | —  |    | —  |     | úč | 3. | 7. |     | úč. | 3. | 7. |    | 3. | 7. |    |  |  |  |  |  |  |  |  |  |  |  |  |
| Evropské hry       |    |    |    |    |     |    |    |    |     |     |    | 3. |    |    |    | 2. |  |  |  |  |  |  |  |  |  |  |  |  |
| Mistrovství Evropy | —  | —  | —  | —  | —   | 1. | 1. | —  | 2.  | 1.  | 2. | 3. | —  | —  | 1. | 2. |  |  |  |  |  |  |  |  |  |  |  |  |
| ME do 23 let       | —  | —  | —  | —  | —   | 1. | —  | —  |     |     |    |    |    |    |    |    |  |  |  |  |  |  |  |  |  |  |  |  |
| MS juniorů         | —  |    | 5. |    | úč. |    |    |    |     |     |    |    |    |    |    |    |  |  |  |  |  |  |  |  |  |  |  |  |
| ME juniorů         | —  | —  | —  | 1. | —   |    |    |    |     |     |    |    |    |    |    |    |  |  |  |  |  |  |  |  |  |  |  |  |
| ME kadetů          | 1. | 1. |    |    |     |    |    |    |     |     |    |    |    |    |    |    |  |  |  |  |  |  |  |  |  |  |  |  |